# Траса (серіал)
Траса (рос. Трасса) — російський телесеріал режисера Душана Глігорова у жанрі психологічного детективного трилера. Головні ролі виконали Карина Разумовська, Олександр Ільїн, Ганна Михалкова та Єлизавета Іщенко.
У квітні 2024 року першу серію «Траси» було показано у позаконкурсній програмі 46-го Московського міжнародного кінофестивалю.
4 вересня прем'єра відбулася у Москві кінотеатрі «Художній», а 5 вересня 2024 року — у онлайн-кінотеатрі Okko.

## Сюжет
Світлана Незнамова, яка працює суддею в Санкт-Петербурзі, вирушає на пошуки прийомної вісімнадцятирічної дочки Кіри, яка поїхала на південь шукати справжніх батьків і зникла.
Водночас у курортному місті тринадцятирічна дівчинка Віта розстрілює з мисливської рушниці своїх сплячих батьків, після чого намагається повіситись, але її рятує сусід.
Розслідування обох справ доручають досвідченому слідчому Ельвірі Бараєвій, яка виявляє між ними зв'язок і стикається зі злочинною мережею, яка викрадає підлітків.

## В ролях
| Актор              | Роль                          |
| ------------------ | ----------------------------- |
| Карина Разумовська | Світлана Незнамова суддя      |
| Олександр Ільїн    | Віктор Чужих колишній слідчий |
| Ганна Михалкова    | Ельвіра Бараєва слідча        |
| Єлизавета Іщенко   | Кіра прийомна дочка Світлани  |
| Семен Серзін       | Андрій Тіль                   |
| Олексій Фатєєв     | Виниченко                     |
| Василіса Нємцова   | Віта Демченкова               |
| Геннадій Смирнов   | Ігор Друз                     |
| Олена Литвинова    | Раїса Незнамова               |
| Сергій Уманов      | Юрій Незнамов                 |
| Данило Стеклов     | Луженков                      |
| Катерина Стулова   | Анжела                        |
| Євген Харитонов    | Артурчик                      |

## Епізоди
| № серії | Назва серії    | Режисер(и)     | Сценарист(и)   | Оригінальна дата виходу | Код серії      |
| ------- | -------------- | -------------- | -------------- | ----------------------- | -------------- |
| 1       | Буде оголошено | Буде визначено | Буде визначено | 5 вересня 2024          | Буде оголошено |
| 2       | Буде оголошено | Буде визначено | Буде визначено | 5 вересня 2024          | Буде оголошено |
| 3       | Буде оголошено | Буде визначено | Буде визначено | 12 вересня 2024         | Буде оголошено |
| 4       | Буде оголошено | Буде визначено | Буде визначено | 19 вересня 2024         | Буде оголошено |
| 5       | Буде оголошено | Буде визначено | Буде визначено | 26 вересня 2024         | Буде оголошено |
| 6       | Буде оголошено | Буде визначено | Буде визначено | 3 жовтня 2024           | Буде оголошено |
| 7       | Буде оголошено | Буде визначено | Буде визначено | 10 жовтня 2024          | Буде оголошено |
| 8       | Буде оголошено | Буде визначено | Буде визначено | 17 жовтня 2024          | Буде оголошено |
| 9       | Буде оголошено | Буде визначено | Буде визначено | 24 жовтня 2024          | Буде оголошено |
| 10      | Буде оголошено | Буде визначено | Буде визначено | 31 жовтня 2024          | Буде оголошено |

## Виробництво
Телесеріал знято продюсерською компанією «Срєда» на замовлення онлайн-кінотеатру Okko. Це перший спільний проєкт компаній у рамках трирічного контракту про співпрацю.
Зйомки проходили з квітня по вересень 2023 року у П'ятигорську, Єсентуках, Кисловодську та Санкт-Петербурзі.

## Реакція
Телесеріал отримав переважно позитивні оцінки російських кинокритиков.
Євген Шульгін (Lenta.ru): «„Траса“ — це ніби з „Твін Пікса“ зникли елементи містики та романтики маленького гірського містечка, а залишилася тільки подана в дусі мамлєєвщини кримінальна складова».
Володимир Ростовський (Film.ru): «Рефреном у „Трасі“ проходить тема сімейної травми — неповні сім'ї, домашнє насильство, замовчування проблем дітьми чи батьками. Місто та його мовчазні мальовничі околиці в „Трасі“ теж відіграють важливу роль, перетворюючись на якусь зону відчуження, де всім на всіх начхати, підлітки полишені на самих себе, а головне зло — у мовчазному потуранні».